# Peter McSweeney
Pour les articles homonymes, voir McSweeney.
Peter McSweeney (né le 9 avril 1842 et mort le 2 février 1921) est un marchand et un homme politique canadien.

## Biographie
Peter McSweeney naît le 9 avril 1842 à Moncton, au Nouveau-Brunswick.
Il est nommé sénateur sur avis de Wilfrid Laurier le 15 mars 1899 et le reste jusqu'à sa mort, le 2 février 1921.